# Wohnhaus Rockwinkeler Landstraße 65
Das Wohnhaus Rockwinkeler Landstraße 65 in Bremen-Oberneuland stammt von um 1800. Das Gebäude steht seit 1973 unter Bremischem Denkmalschutz.

## Geschichte
Das eingeschossige verputzte klassizistische Gebäude in Fachwerk mit einem Walmdach, einer Fledermausgaube und den überdimensionierten seitlichen Gauben wurde um 1800 als Sommerhaus für E. H. Hartmann gebaut. Bemerkenswert sind die durch vier Säulen mit dorischen Kapitellen gestützte offene Veranda.